# Jorge Manuel Pereira Santos
Jorge Manuel Pereira Santos (sinh ngày 10 tháng 3 năm 1993 ở Miragaia - Porto) hay Gazela, là một cầu thủ bóng đá người Bồ Đào Nha thi đấu cho Gondomar, ở vị trí tiền đạo.

## Sự nghiệp bóng đá
Vào ngày 10 tháng 8 năm 2014, Santos có màn ra mắt cho Sporting B trong trận đấu tại Giải bóng đá hạng nhất quốc gia Bồ Đào Nha 2014–15 trước Farense.